# Pulicaria laciniata
Pulicaria laciniata là một loài thực vật có hoa trong họ Cúc. Loài này được (Coss. & Durieu) Thell. miêu tả khoa học đầu tiên năm 1912.